# Vingt-septième district congressionnel de Floride
Le 27e district congressionnel de Floride est un district qui a été créé dans le sud de la Floride en 2012, à compter de janvier 2013, à la suite du recensement de 2010. Les premiers candidats se sont présentés aux élections législatives de 2012 et le vainqueur a été élu pour le 113e Congrès le 3 janvier 2013.
Le 27e district est situé dans l'extrême sud de la Floride, entièrement dans le comté de Miami-Dade. Ce district des parties de Miami au sud de la Dolphin Expressway, incluant Downtown et Little Havana, Coral Gables et Kendall. Lors du cycle de redécoupage de 2020, Miami Beach fut retiré du district et déplacé dans le 24e, alors que plusieurs localités dans le comté non incorporé de Miami-Dade, comme Palmetta Estates et des parties de Fontainebleau et Westchester furent attirées dans le 27e district.
Le district est actuellement représenté par la Républicaine Maria Elvira Salazar, en poste depuis le 12 janvier 2021. Elle a été élue pour la première fois en 2020 après avoir battu la représentante Donna Shalala lors d'un match revanche de la course de 2018. 
Le district est l'un des sept avec un indice CPVI de EVEN, ce qui signifie que le district vote presque de la même manière que l'électorat national.

## Géographie
| #  | Comté      | Siège | Population |
| -- | ---------- | ----- | ---------- |
| 86 | Miami-Dade | Miami | 2 686 867  |

### Villes de 10 000 habitants ou plus
- Miami - 455 924
- Kendall - 80 241
- Fontainebleau - 59 870
- Westchester - 56 384
- Coral Gables - 49 193
- Cutler Bay - 45 425
- South Miami Heights - 36 770
- Palmetto Bay - 24 439
- The Crossings - 23 276
- Coral Terrace - 23 142
- Glenvar Heights - 20 786
- Pinecrest - 18 388
- Three Lakes - 16 540
- Sunset - 15 912
- Key Biscayne - 14 809
- Palmetto Estates - 13 498
- Olympia Heights - 12 873
- South Miami - 12 026
- Westwood Lakes - 11 373

### Villes de 2 500 à 10 000 habitants
- Richmond Heights - 8 944
- West Miami - 7 233

## Historique de vote
| Année | Poste             | Résultats                 |
| ----- | ----------------- | ------------------------- |
| 2012  | Président         | Obama 53,0 % - 46,0 %     |
| 2016  | Président         | Clinton 58,0 % - 39,0 %   |
| 2016  | Sénat             | Murphy 49,2 % - 48,6 %    |
| 2018  | Sénat             | Nelson 55,9 % - 44,1 %    |
| 2018  | Gouverneur        | Gillum 54,6 % - 44,4 %    |
| 2018  | Procureur Général | Shaw (en) 53,5 % - 44,6 % |
| 2020  | Président         | Biden 51,0 % - 48,0 %     |

## Liste des représentants du district
| Membre                            | Parti       | Années                          | Congrès     | Histoire électorale                                                                            | Zone géographique                             |
| --------------------------------- | ----------- | ------------------------------- | ----------- | ---------------------------------------------------------------------------------------------- | --------------------------------------------- |
| District établi le 3 janvier 2013 |             |                                 |             |                                                                                                |                                               |
| Ileana Ros-Lehtinen               | Républicain | 3 janvier 2013 - 3 janvier 2019 | 113e - 115e | Redécoupage depuis le 18e district et réélue en 2012. Réélue en 2014. Réélue en 2016. Retrait. | 2013–2017 Miami-Dade                          |
| Ileana Ros-Lehtinen               | Républicain | 3 janvier 2013 - 3 janvier 2019 | 113e - 115e | Redécoupage depuis le 18e district et réélue en 2012. Réélue en 2014. Réélue en 2016. Retrait. | 2017–2023 Miami-Dade 2023–en cours Miami-Dade |
| Donna Shalala                     | Démocrate   | 3 janvier 2019 - 3 janvier 2021 | 116e        | Élue en 2018. Perd sa réélection.                                                              |                                               |
| María Elvira Salazar              | Républicain | 3 janvier 2021 - en cours       | 117e - 118e | Élue en 2020. Réélue en 2022.                                                                  |                                               |

## Résultats des récentes élections
Voici les résultats des dix précédents cycles électoraux dans le district.

### 2012
| Élection de 2012 du 27e district congressionnel de Floride | Élection de 2012 du 27e district congressionnel de Floride | Élection de 2012 du 27e district congressionnel de Floride | Élection de 2012 du 27e district congressionnel de Floride | Élection de 2012 du 27e district congressionnel de Floride |
| ---------------------------------------------------------- | ---------------------------------------------------------- | ---------------------------------------------------------- | ---------------------------------------------------------- | ---------------------------------------------------------- |
| Parti                                                      | Parti                                                      | Candidat                                                   | Votes                                                      | %                                                          |
|                                                            | Républicain                                                | Ileana Ros-Lehtinen (sortante)                             | 138 488                                                    | 60,2                                                       |
|                                                            | Démocrate                                                  | Manny Yevancey                                             | 85 020                                                     | 36,9                                                       |
|                                                            | Indépendant                                                | Thomas Joe Cruz-Wiggins                                    | 6 663                                                      | 2,9                                                        |
| Total des votes                                            | Total des votes                                            | Total des votes                                            | 230 171                                                    | 100 %                                                      |
|                                                            | Les Républicains conservent                                |                                                            |                                                            |                                                            |

### 2014
| Élection de 2014 du 27e district congressionnel de Floride | Élection de 2014 du 27e district congressionnel de Floride | Élection de 2014 du 27e district congressionnel de Floride | Élection de 2014 du 27e district congressionnel de Floride |
| ---------------------------------------------------------- | ---------------------------------------------------------- | ---------------------------------------------------------- | ---------------------------------------------------------- |
| Parti                                                      | Parti                                                      | Candidat                                                   | %                                                          |
|                                                            | Républicain                                                | Ileana Ros-Lehtinen (sortante)                             | 100 %                                                      |
|                                                            | Les Républicains conservent                                |                                                            |                                                            |

### 2016
| Élection de 2016 du 27e district congressionnel de Floride | Élection de 2016 du 27e district congressionnel de Floride | Élection de 2016 du 27e district congressionnel de Floride | Élection de 2016 du 27e district congressionnel de Floride | Élection de 2016 du 27e district congressionnel de Floride |
| ---------------------------------------------------------- | ---------------------------------------------------------- | ---------------------------------------------------------- | ---------------------------------------------------------- | ---------------------------------------------------------- |
| Parti                                                      | Parti                                                      | Candidat                                                   | Votes                                                      | %                                                          |
|                                                            | Républicain                                                | Ileana Ros-Lehtinen (sortante)                             | 157 917                                                    | 54,9                                                       |
|                                                            | Démocrate                                                  | Scott Furhman                                              | 129 760                                                    | 45,1                                                       |
| Total des votes                                            | Total des votes                                            | Total des votes                                            | 230 171                                                    | 100 %                                                      |
|                                                            | Les Républicains conservent                                |                                                            |                                                            |                                                            |

### 2018
| Élection de 2018 du 27e district congressionnel de Floride | Élection de 2018 du 27e district congressionnel de Floride | Élection de 2018 du 27e district congressionnel de Floride | Élection de 2018 du 27e district congressionnel de Floride | Élection de 2018 du 27e district congressionnel de Floride |
| ---------------------------------------------------------- | ---------------------------------------------------------- | ---------------------------------------------------------- | ---------------------------------------------------------- | ---------------------------------------------------------- |
| Parti                                                      | Parti                                                      | Candidat                                                   | Votes                                                      | %                                                          |
|                                                            | Démocrate                                                  | Donna Shalala                                              | 130 743                                                    | 51,8                                                       |
|                                                            | Républicain                                                | Maria Elvira Salazar                                       | 115 588                                                    | 45,8                                                       |
|                                                            | Indépendant                                                | Mayra Joli                                                 | 6 255                                                      | 2,5                                                        |
| Total des votes                                            | Total des votes                                            | Total des votes                                            | 252 586                                                    | 100 %                                                      |
|                                                            | Les Démocrates prennent aux Républicains                   |                                                            |                                                            |                                                            |

### 2020
| Élection de 2020 du 27e district congressionnel de Floride | Élection de 2020 du 27e district congressionnel de Floride | Élection de 2020 du 27e district congressionnel de Floride | Élection de 2020 du 27e district congressionnel de Floride | Élection de 2020 du 27e district congressionnel de Floride |
| ---------------------------------------------------------- | ---------------------------------------------------------- | ---------------------------------------------------------- | ---------------------------------------------------------- | ---------------------------------------------------------- |
| Parti                                                      | Parti                                                      | Candidat                                                   | Votes                                                      | %                                                          |
|                                                            | Républicain                                                | Maria Elvira Salazar                                       | 176 141                                                    | 51,4                                                       |
|                                                            | Démocrate                                                  | Donna Shalala (sortante)                                   | 166 758                                                    | 48,6                                                       |
|                                                            | Write-in                                                   | Frank E. Polo                                              | 76                                                         | 0,0                                                        |
| Total des votes                                            | Total des votes                                            | Total des votes                                            | 342 975                                                    | 100 %                                                      |
|                                                            | Les Républicains conservent                                |                                                            |                                                            |                                                            |

### 2022
| Primaire républicaine de 2022 du 27e district congressionnel de Floride | Primaire républicaine de 2022 du 27e district congressionnel de Floride | Primaire républicaine de 2022 du 27e district congressionnel de Floride | Primaire républicaine de 2022 du 27e district congressionnel de Floride | Primaire républicaine de 2022 du 27e district congressionnel de Floride |
| ----------------------------------------------------------------------- | ----------------------------------------------------------------------- | ----------------------------------------------------------------------- | ----------------------------------------------------------------------- | ----------------------------------------------------------------------- |
| Parti                                                                   | Parti                                                                   | Candidat                                                                | Votes                                                                   | %                                                                       |
|                                                                         | Républicain                                                             | Maria Elvira Salazar (sortante)                                         | 33 760                                                                  | 80,8                                                                    |
|                                                                         | Républicain                                                             | Frank Polo Sr.                                                          | 8 023                                                                   | 19,2                                                                    |

| Primaire démocrate de 2022 du 27e district congressionnel de Floride | Primaire démocrate de 2022 du 27e district congressionnel de Floride | Primaire démocrate de 2022 du 27e district congressionnel de Floride | Primaire démocrate de 2022 du 27e district congressionnel de Floride | Primaire démocrate de 2022 du 27e district congressionnel de Floride |
| -------------------------------------------------------------------- | -------------------------------------------------------------------- | -------------------------------------------------------------------- | -------------------------------------------------------------------- | -------------------------------------------------------------------- |
| Parti                                                                | Parti                                                                | Candidat                                                             | Votes                                                                | %                                                                    |
|                                                                      | Démocrate                                                            | Annette Taddeo                                                       | 27 015                                                               | 67,8                                                                 |
|                                                                      | Démocrate                                                            | Ken Russell                                                          | 10 337                                                               | 25,9                                                                 |
|                                                                      | Démocrate                                                            | Angel Montalvo                                                       | 2 493                                                                | 6,3                                                                  |

| Élection de 2022 du 27e district congressionnel de Floride | Élection de 2022 du 27e district congressionnel de Floride | Élection de 2022 du 27e district congressionnel de Floride | Élection de 2022 du 27e district congressionnel de Floride | Élection de 2022 du 27e district congressionnel de Floride |
| ---------------------------------------------------------- | ---------------------------------------------------------- | ---------------------------------------------------------- | ---------------------------------------------------------- | ---------------------------------------------------------- |
| Parti                                                      | Parti                                                      | Candidat                                                   | Votes                                                      | %                                                          |
|                                                            | Républicain                                                | Maria Elvira Salazar (sortante)                            | 136 038                                                    | 57,3                                                       |
|                                                            | Démocrate                                                  | Annette Taddeo                                             | 101 404                                                    | 42,7                                                       |
| Total des votes                                            | Total des votes                                            | Total des votes                                            | 237 442                                                    | 100 %                                                      |
|                                                            | Les Républicains conservent                                |                                                            |                                                            |                                                            |

### 2024
| Primaire républicaine de 2024 du 27e district congressionnel de Floride | Primaire républicaine de 2024 du 27e district congressionnel de Floride | Primaire républicaine de 2024 du 27e district congressionnel de Floride | Primaire républicaine de 2024 du 27e district congressionnel de Floride | Primaire républicaine de 2024 du 27e district congressionnel de Floride |
| ----------------------------------------------------------------------- | ----------------------------------------------------------------------- | ----------------------------------------------------------------------- | ----------------------------------------------------------------------- | ----------------------------------------------------------------------- |
| Parti                                                                   | Parti                                                                   | Candidat                                                                | Votes                                                                   | %                                                                       |
|                                                                         | Républicain                                                             | Maria Elvira Salazar (sortante)                                         | 33 760                                                                  | 80,8                                                                    |
|                                                                         | Républicain                                                             | Royland Lara                                                            | 8 023                                                                   | 19,2                                                                    |

| Primaire démocrate de 2024 du 27e district congressionnel de Floride | Primaire démocrate de 2024 du 27e district congressionnel de Floride | Primaire démocrate de 2024 du 27e district congressionnel de Floride | Primaire démocrate de 2024 du 27e district congressionnel de Floride | Primaire démocrate de 2024 du 27e district congressionnel de Floride |
| -------------------------------------------------------------------- | -------------------------------------------------------------------- | -------------------------------------------------------------------- | -------------------------------------------------------------------- | -------------------------------------------------------------------- |
| Parti                                                                | Parti                                                                | Candidat                                                             | Votes                                                                | %                                                                    |
|                                                                      | Démocrate                                                            | Lucia Baez-Geller                                                    | 27 015                                                               | 67,8                                                                 |
|                                                                      | Démocrate                                                            | Mike Davey                                                           | 10 337                                                               | 25,9                                                                 |

| Élection de 2024 du 27e district congressionnel de Floride | Élection de 2024 du 27e district congressionnel de Floride | Élection de 2024 du 27e district congressionnel de Floride | Élection de 2024 du 27e district congressionnel de Floride | Élection de 2024 du 27e district congressionnel de Floride |
| ---------------------------------------------------------- | ---------------------------------------------------------- | ---------------------------------------------------------- | ---------------------------------------------------------- | ---------------------------------------------------------- |
| Parti                                                      | Parti                                                      | Candidat                                                   | Votes                                                      | %                                                          |
|                                                            | Républicain                                                | Maria Elvira Salazar (sortante)                            | 199 159                                                    | 60,4                                                       |
|                                                            | Démocrate                                                  | Lucia Baez-Geller                                          | 130 708                                                    | 39,6                                                       |
| Total des votes                                            | Total des votes                                            | Total des votes                                            | 329 867                                                    | 100 %                                                      |
|                                                            | Les Républicains conservent                                |                                                            |                                                            |                                                            |